# مالکیت فکری در افغانستان
از سال ۲۰۰۸ کپی‌رایت (حق تکثیر) در افغانستان توسط قانون پشتیبانی می‌شود. بدین ترتیب قانون از مولفان، محققان، هنرمندان، ... حمایت می‌کند.

## قراردادهای بین‌المللی
در سال ۱۹۵۸ افغانستان موافقت‌نامه واردات مواد آموزشی، علمی و فرهنگی را پذیرفت.
از ۲ جون ۲۰۱۸ کنوانسیون برن برای حمایت از آثار ادبی و هنری قابل اجراست.